# Semachrysa phanera
Semachrysa phanera är en insektsart som först beskrevs av C.-k. Yang 1987.  Semachrysa phanera ingår i släktet Semachrysa och familjen guldögonsländor. Inga underarter finns listade i Catalogue of Life.